# 福知山市立大江中学校
福知山市立大江中学校（ふくちやましりつ おおえちゅうがっこう）は、京都府福知山市大江町にある公立中学校。2021年4月、福知山市立美河小学校、福知山市立美鈴小学校、福知山市立有仁小学校を統合した福知山市立大江小学校ともに、小中一貫教育校である大江学園を構成する中学校となった。

## 沿革
- 1947年5月 - 六ヶ町村組合立河守中学校開校（校舎は各町村の小学校を借用）
- 1950年7月 - 第2号校舎、第3号校舎竣工
- 1951年
  - 1月 - 同窓会発足
  - 4月 - 町村合併により、大江町立大江中学校へ改称
  - 6月 - 体育館竣工
- 1953年4月 - 本館（木造2階建て校舎）竣工
- 1954年10月 - 完全給食開始
- 1956年9月 - 障害児学級を開設
- 1958年12月 - プール竣工
- 1962年2月 - 鉄筋2階建て校舎（12教室）竣工
- 1974年10月 - 「全国よい歯の会」10年連続表彰
- 1978年9月 - 体育クラブボックス、8教室竣工
- 1983年3月 - 新体育館竣工
- 1992年8月 - コンピューター教室設置
- 2006年1月1日 - 1市3町の合併により、福知山市立大江中学校へ改称
- 2021年4月1日 - 同一敷地内に福知山市立大江小学校が開校

## 通学区域
- 福知山市
  - 上野、波美、金屋、関、下町、中央、清水、新町、蓼原、小谷、小原田、公庄、日藤、千原、尾藤口、尾藤奥、東部、常津、在田、西部、夏間、夏間グリーンヒル、佛性寺、毛原、北原、内宮、二俣一、二俣二、二俣三、天田内、橋谷、美鈴新、南一、南二、南三、南四、北一、北二、北三、北四、二箇上、二箇下、市原、三河、高津江[1]

## 進学前小学校
- 福知山市立大江小学校

## 学校の周辺
- 京都府立大江高等学校

## 交通アクセス
- 京都丹後鉄道宮福線 大江高校前駅下車
- バス停「大江中学校前」下車

## 通学区域が隣接している学校
- 福知山市立日新中学校
- 福知山市立桃映中学校
- 福知山市立成和中学校
- 福知山市立川口中学校
- 与謝野町立加悦中学校
- 宮津市立宮津中学校
- 舞鶴市立加佐中学校
- 綾部市立何北中学校
- 綾部市立豊里中学校